# Laura Berlin
Laura Berlin (Berlim, 13 de março de 1990) é uma atriz e modelo alemã. Ela é conhecida por seu papel como Emma da Normandia na série original da Netflix de 2022 Vikings: Valhalla, que estreou em 2022.

## Carreira
Aos 15 anos, Laura Berlin foi descoberta por uma agência de modelos e se tornou modelo. Dois anos depois, ela se juntou à VIVA Models e participou de desfiles de moda para Boss, Balenciaga, Michalsky e Fornarina. Enquanto isso, ela trabalhou para a IMG Models e foi regularmente convidada para Paris e Milão. Aos 17 anos, ela foi destaque na primeira página da edição italiana da Elle. Ela passou a ser destaque em outras revistas de moda. Desde sua formatura em 2009, ela trabalhou em tempo integral como modelo e assinou com várias agências de modelos famosas de todo o mundo.
Depois que ela ganhou sua experiência inicial de atuação no teatro escolar e aulas particulares de atuação, ela fez sua primeira aparição na televisão aos 19 anos como a personagem principal no filme de conto de fadas Branca de Neve e os Sete Anões (Schneewittchen) (ARD) dirigido por Thomas Freundner, trabalhando ao lado de atores conhecidos como Sonja Kirchberger, Jaecki Schwarz, Martin Brambach e Jörg Schüttauf. A colaboração com agências de gestão de atuação levou a outros projetos de filmes. Berlin apareceu em vários spots publicitários de marcas conhecidas, bem como em um videoclipe da banda de rock Oomph!. Ela fez o papel de Charlotte Montrose nos filmes Ruby Red (2013), Saphirblau (2014) e Smaragdgrün (2016) inspirados na série de livros de Kerstin Gier, Ruby Red Trilogy. Em 2016, desempenhou o papel principal no videoclipe da música "1,40m" de Prinz Pi. Além disso, ela atuou no papel de uma garota fantasma desnorteada como atriz convidada na série Binny e o Fantasma.
Desde dezembro de 2016, ela apareceu como Jenny Hülshoff na série da internet Alles Liebe, Annette, publicada no YouTube.
Mais recentemente, ela estrela como a líder inabalável, a rainha Ema da Normandia, na nova série "Vikings: Valhalla", dirigida por Jeb Stuart, exibida na Netflix.

## Filmografia

### Cinema
| Ano  | Título                                 | Função             | Notas       |
| ---- | -------------------------------------- | ------------------ | ----------- |
| 2010 | Eternalsoul.org                        | Jessy              | Filme curto |
| 2011 | Men in the City 2                      | Hippie             |             |
| 2013 | Rubinrot / Ruby Red                    | Charlotte Montrose |             |
| 2014 | Sapore di te                           | Ingrid             |             |
| 2014 | Saphirblau / Sapphire Blue             | Charlotte Montrose |             |
| 2015 | Punk Berlim 1982                       | Hanna              |             |
| 2015 | My Bakery Blossom                      | Bäckerin           | Filme curto |
| 2016 | Smaragdgrün / Emerald Green            | Charlotte Montrose |             |
| 2016 | UFO: It Is Here                        | Melissa Stein      |             |
| 2017 | Bullyparade: The Movie                 | Monirella          |             |
| 2018 | Ronny & Klaid                          | Ângela             |             |
| 2019 | Immenhof – Das Abenteuer eines Sommers | Charly             |             |
| 2021 | Hexenjagd / The Witch and the Ottoman  | Anne               |             |

### Televisão
| Ano           | Título                                   | Função                       | Notas                                   |
| ------------- | ---------------------------------------- | ---------------------------- | --------------------------------------- |
| 2009          | Branca de Neve e os Sete Anões           | Branca de Neve               | Filme de televisão                      |
| 2010          | Tod einer Schülerin                      | Katja Weiss                  | Filme de televisão                      |
| 2010          | Vater aus heiterem Himmel                | Bettina                      | Filme de televisão                      |
| 2010          | Hamburgo 112                             | Melissa Wiesenrath           | Episódio "Risiken und Nebenwirkungen"   |
| 2011–2012     | SOKO Wismar                              | Jennifer Karlsen/Anna Blume  | 2 episódios                             |
| 2011          | Stuttgart Homicide                       | Denise May                   | Episódio: "Auf die Plätze, fertig, tot" |
| 2013, 2015    | Leipzig Homicide                         | Lisa Braisch / Sarah Fischer | 2 episódios                             |
| 2014          | Verbotene Liebe                          | Janine                       | 4 episódios                             |
| 2014          | Polizeiruf 110                           | Vanessa                      | Episódio: "Eine mörderische Idee"       |
| 2015          | My Worst Best Friend                     | Jana                         | Filme de televisão                      |
| 2015          | Einstein                                 | Julia Weigert                | Filme de televisão                      |
| 2015          | In aller Freundschaft – Die jungen Ärzte | Smilla Eriksson              | Episódio: "Starke Mädchen"              |
| 2015          | Alarm für Cobra 11 – Die Autobahnpolizei | Nadja                        | Episódio: "Lockdown"                    |
| 2016          | Binny e o Fantasma                       | Leonina                      | Episódio: "Leona"                       |
| 2017–2019     | Einstein                                 | Julia Weigert                | 9 episódios                             |
| 2017          | Blaumacher                               | Sascha Decker                | 6 episódios                             |
| 2017          | Bad Cop - kriminell gut                  | Svenja Althaus               | Episódio: "Feuer und Flamme"            |
| 2018          | Der Staatsanwalt                         | Nina                         | Episódio: "Die Enkelin"                 |
| 2018          | Split Homicide                           | Ivana Pokovic                | Episódio: "Mord auf Vis"                |
| 2018          | Cologne P.D.                             | Yvonne Becker                | Episódio: "Monstro"                     |
| 2018          | Professor T.                             | Maren                        | Episódio: "Das verlorene Kind"          |
| 2018–presente | Notruf Hafenkante                        | Dra. Eva Grünberg            | Série regular                           |
| 2019          | Inga Lindstrom                           | Astrid                       | Episódio: "Auf der Suche nach Dir"      |
| 2020          | Breaking Even                            | Charlotte Lindemann          | Papel principal                         |
| 2022          | Vikings: Valhalla                        | Ema da Normandia             | Papel principal                         |

### Internet
| Ano       | Título          | Função | Notas       |
| --------- | --------------- | ------ | ----------- |
| 2016–2017 | Alles Liebe, te | Jenny  | 4 episódios |

### Videoclipe de música
| Ano  | Música              | Artista                           | Notas |
| ---- | ------------------- | --------------------------------- | ----- |
| 2006 | "The Power of Love" | Oomph!                            |       |
| 2016 | "1,40"              | Prinz Pi feat. Philipp Dittberner |       |
| 2018 | "Roundabouts"       | Michael Patrick Kelly             |       |